# Rörträsket (Arvidsjaurs socken, Lappland, 725268-168274)
Rörträsket är en sjö i Arvidsjaurs kommun i Lappland och ingår i Byskeälvens huvudavrinningsområde. Sjön har en area på 0,211 kvadratkilometer och ligger 342 meter över havet. Rörträsket ligger i Byskeälven Natura 2000-område. Sjön avvattnas av vattendraget Skogträskbäcken.

## Delavrinningsområde
Rörträsket ingår i det delavrinningsområde (725240-168439) som SMHI kallar för Ovan Svanträskbäcken. Medelhöjden är 350 meter över havet och ytan är 17,73 kvadratkilometer. Det finns ett avrinningsområde uppströms, och räknas det in blir den ackumulerade arean 34,34 kvadratkilometer. Skogträskbäcken som avvattnar avrinningsområdet har biflödesordning 3, vilket innebär att vattnet flödar genom totalt 3 vattendrag innan det når havet efter 101 kilometer. Avrinningsområdet består mestadels av skog (77 procent) och sankmarker (17 procent). Avrinningsområdet har 0,4 kvadratkilometer vattenytor vilket ger det en sjöprocent på 2,3 procent.